# Plectrohyla labedactyla
Plectrohyla labedactyla es una especie de anfibios de la familia Hylidae. Es endémica de México.
Sus hábitats naturales incluyen bosques templados y ríos. Está amenazada de extinción por la destrucción de su hábitat natural.